# Dutchess County
Dutchess County is een county in de Amerikaanse staat New York.
De county heeft een landoppervlakte van 2140 km² en telt 295.911 inwoners (2020). De hoofdplaats is Poughkeepsie.

## Verkeer en vervoer

### Buslijnen
De meeste buslijnen in Dutchess County worden gereden door Dutchess County Public Transit.

## Geboren
- John Jacob Astor IV (Rhinebeck, 1864 - Atlantische Oceaan, 1912). Zakenman, uitvinder en schrijver. Passagier op de Titanic.

## Galerij

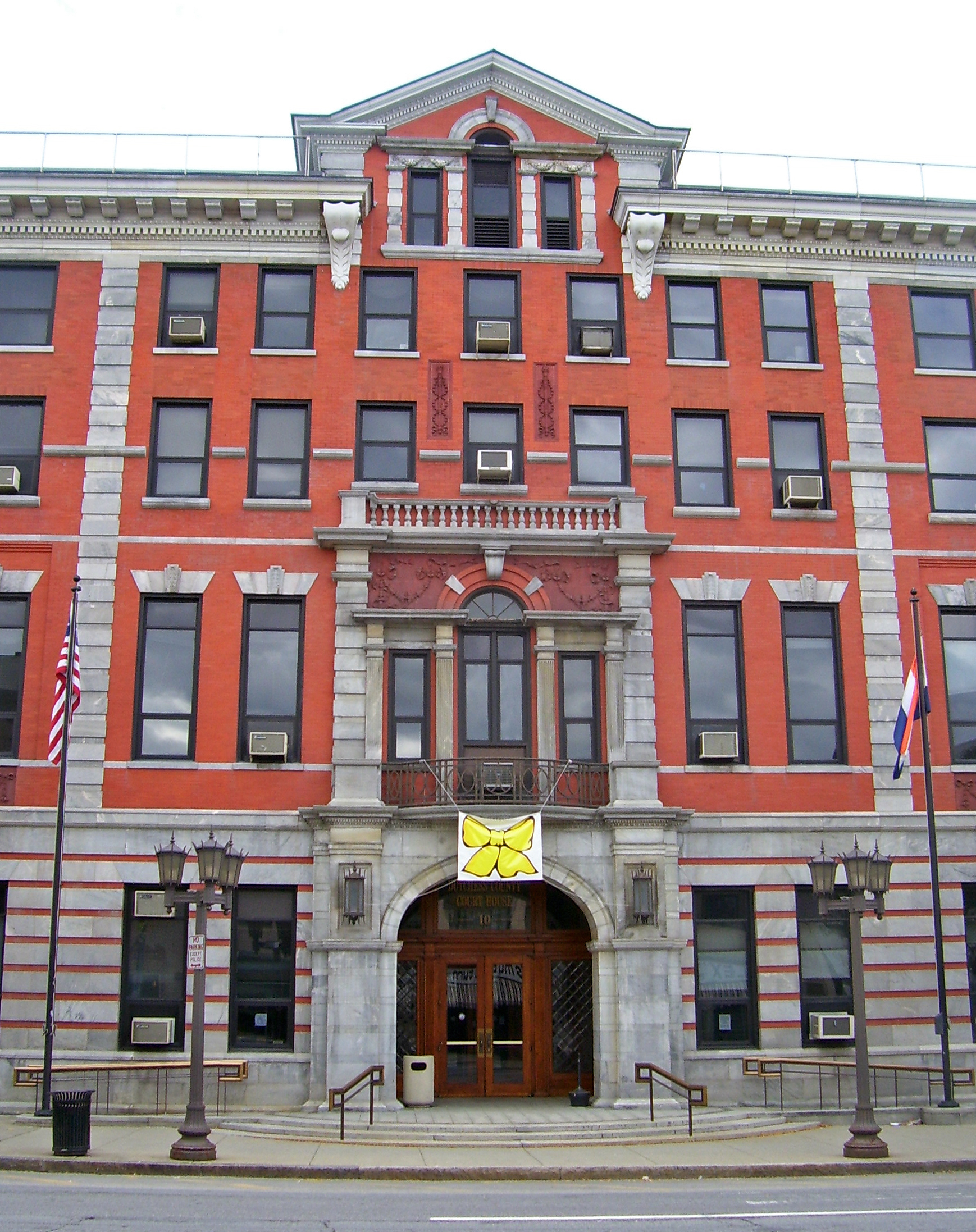
Dutchess County Courthouse

- International Standard Name Identifier: 0000 0004 0456 2959
- Library of Congress Control Number: n80007931
- MusicBrainz: 7fa8955a-0bdd-4198-bf9c-7e4862967ffc
- National Archives and Records Administration: 10036731
- Nationale Bibliotheek van Israël: 987007559647705171
- Système universitaire de documentation: 150542569
- Virtual International Authority File: 152437128
- WorldCat: E39PBJyM9YHGKGyMhtJf3QKmVC

County's:

Albany County · Allegany County · Bronx County · Broome County · Cattaraugus County · Cayuga County · Chautauqua County · Chemung County · Chenango County · Clinton County · Columbia County · Cortland County · Delaware County · Dutchess County · Erie County · Essex County · Franklin County · Fulton County · Genesee County · Greene County · Hamilton County · Herkimer County · Jefferson County · Kings County · Lewis County · Livingston County · Madison County · Monroe County · Montgomery County · Nassau County · New York County · Niagara County · Oneida County · Onondaga County · Ontario County · Orange County · Orleans County · Oswego County · Otsego County · Putnam County · Queens County · Rensselaer County · Richmond County · Rockland County · Saratoga County · Schenectady County · Schoharie County · Schuyler County · Seneca County · St. Lawrence County · Steuben County · Suffolk County · Sullivan County · Tioga County · Tompkins County · Ulster County · Warren County · Washington County · Wayne County · Westchester County · Wyoming County · Yates County
Boroughs van New York-stad:

The Bronx (Bronx County) · Brooklyn (Kings County) · Manhattan (New York County) · Queens (Queens County) · Staten Island (Richmond County)